# Lega calcistica degli Emirati Arabi Uniti 1998-1999
La UAE Football League 1998-1999 è stata la 24ª edizione della massima competizione calcistica nazionale per club degli Emirati Arabi Uniti.
Vinse la competizione l'Al-Wahda.

## Classifica
|                                | Pos. | Squadra       | G  | V  | N  | P  | GF | GS  | Pt |
| ------------------------------ | ---- | ------------- | -- | -- | -- | -- | -- | --- | -- |
| Emirati Arabi Uniti (bandiera) | 1    | Al-Wahda      | 33 | 19 | 8  | 6  | 68 | 35  | 65 |
|                                | 2    | Al-Ain        | 33 | 16 | 9  | 8  | 58 | 36  | 57 |
|                                | 3    | Al-Nasr       | 33 | 16 | 8  | 9  | 64 | 49  | 56 |
|                                | 4    | Al-Wasl       | 33 | 16 | 7  | 10 | 63 | 37  | 55 |
|                                | 5    | Al-Ahli Dubai | 33 | 15 | 7  | 11 | 69 | 54  | 52 |
|                                | 6    | Al-Jazira     | 33 | 13 | 8  | 12 | 55 | 40  | 47 |
|                                | 7    | Al-Shaab      | 33 | 11 | 12 | 10 | 52 | 48  | 45 |
|                                | 8    | Al-Shabab     | 33 | 12 | 7  | 14 | 41 | 51  | 43 |
|                                | 9    | Al-Khaleej    | 33 | 11 | 9  | 13 | 65 | 69  | 42 |
|                                | 10   | Baniyas       | 33 | 10 | 10 | 13 | 44 | 52  | 40 |
|                                | 11   | Sharjah       | 33 | 9  | 10 | 14 | 43 | 58  | 37 |
|                                | 12   | Ras Al Khaima | 33 | 2  | 1  | 30 | 35 | 126 | 7  |

Legenda:

      Campione degli Emirati Arabi Uniti 2000-2001, ammessa al Campionato d'Asia per club 2000

      Ammesse alla Coppa delle Coppe dell'AFC 1999-2000

      Ammesse alla Coppa dei Campioni del Golfo 2000

Note:
Tre punti a vittoria, uno a pareggio, zero a sconfitta.